# Необус
Необус ад био је највећи произвођач аутобуса у југоисточној Европи, са седиштем у Новом Саду. Већински власник предузећа био је саудијски предузетник Ала Маграби Мохамедали (Alaa Maghrabi Mohammedali). Необус је био највећи лиценцирани каросериста Волво шасија, али је производио аутобусе на сопственим и на шасијама других произвођача какви су ДАФ, Мерцедес, ФАП итд. 

## Историјат
Фабрика је основана 1. јуна 1952. године у Новом Саду под називом Аутокаросерија. У Новом Саду је од 30-их година 20. века постојала организована производња аутобуса и радионичка ремонтна активност у вези са овом врстом возила, почев од радионица Мите Каленића и браће Рајх које су производиле каросерије пре Другог светског рата, па до ремонтног завода Стражилово основаног 1947. на чијим темељима је и настао Необус, тадашња Аутокаросерија, преузевши 15 запослених и материјалну основу производње. 1956. фабрика почиње да производи нове шасије.
У то доба јављају се први контакти са ТАМ концерном из Марибора, што је довело до пуне интеграције Аутокаросерије у ТАМ 1973. године.
Наредне 1974. године Аутокаросерија производи први градски аутобус на шасији Волво за флоту новосадског јавног градског превозника ЈГСП Нови Сад. Од тада, ЈГСП је купио неколико стотина градских аутобуса од Аутокаросерије, потоњег Необуса.
1986. године Аутокаросерија се пресељава у новоизграђени објекат у Индустријској зони Југ града Новог Сада. Нова пословна зграда са халом, магацином и канцеларијским простором има површину од приближно 20.000 м², а налази се на плацу површине од око 110.000 м². У време доласка на ову локацију и до распада бивше државе, 700 радника је производило преко 600 аутобуса годишње.
С дезинтеграцијом СФРЈ, долази до прекида сарадње ТАМ-а и Аутокаросерије, па Аутокаросерија постаје самосталан привредни субјекат. Увођење санкција Савета безбедности УН-а означило је период губитка тржишних позиција и пословних веза Аутокаросерије, која запада у тешку материјалну ситуацију.
1992. године назив Аутокаросерија се мења у Необус. Овим се хтело истаћи да фирма од тог момента није примарно каросерница, што је била њена улога у оквиру ТАМ-а, већ да производи комплетне за аутобусе. Предузеће је било ограничено на пословање на српском тржишту које је било недовољно имајући у виду инсталиране капацитете Необуса и природу гране. Пословни резултат и интензитет пословних активности нагло опадају, да би 1999. године Необус доспео у стечај. 2001. компанија успева да изађе из стечаја, да би је на аукцији коју је расписала Агенција за приватизацију Владе Републике Србије, купио пословни човек из Саудијске Арабије Ала Маграби Мохамедали. Он је купио око 75% акција Необуса, док је остатак распоређен између Акцијског фонда Републике Србије и малих акционара, махом радника и пензионера Необуса и некадашње Аутокаросерије. Маграбијева породична фирма је и раније сарађивала са Необусом и другим произвођачима аутобуса и компоненти из СФРЈ. Током седамдесетих и осамдесетих година прошлог века, његово превозничко предузеће купило је више стотина аутобуса од фабрика из бивше СФРЈ.
2006. године Необус потписује Уговор о стратешкој сарадњи са шведским Волвоом чиме постаје његов званични каросериста за југоисточну Европу.

## Производи
Високотуристички аутобуси
Међуградски аутобуси
Градски аутобуси
- 405G
- 405GZ
- 510G

Приградски аутобус
Мидибусеви

## Галерија
- Необус Citta SLF 
(СП Ласта)
- Необус Citta SLF
(ЈГСП Нови Сад)
- Необус 405G
(ЈГСП Нови Сад)